# شهرآورد مادرید
شهرآورد مادرید(به اسپانیایی: El Derbi madrileño) یا ال دربی، مسابقه فوتبال بین رئال مادرید و اتلتیکو مادرید است، این دیدار بعد از ال کلاسیکو مهمترین مسابقه فوتبال باشگاهی در اسپانیا است.

## افتخارات
| رئال مادرید     | رقابت                            | اتلتیکو مادرید |
| --------------- | -------------------------------- | -------------- |
| داخلی           |                                  |                |
| ۳۵              | لا لیگا                          | ۱۰             |
| ۲۰              | کوپا دل ری                       | ۱۰             |
| ۱۳              | سوپر جام فوتبال اسپانیا          | ۲              |
| –               | سگوندا دیویسیون                  | ۱              |
| ۱               | کوپا اوا دیورته (تمام شده)       | ۱              |
| ۱               | کوپا دی لالیگا (تمام شده)        | –              |
| –               | جام رئیس FEF (تمام شده)          | ۱              |
| –               | جام قهرمانان اسپانیا (تمام شده)  | ۱              |
| ۷۰              | مجموع                            | ۲۶             |
| اروپایی و جهانی |                                  |                |
| ۱۴              | لیگ قهرمانان اروپا               | –              |
| —               | جام برندگان جام اروپا (تمام شده) | ۱              |
| ۲               | لیگ اروپا                        | ۳              |
| ۵               | سوپر جام اروپا                   | ۳              |
| ۲               | جام لاتین (تمام شده)             | –              |
| –               | جام اینترتوتو (تمام شده)         | ۱              |
| ۳               | جام بین قاره‌ای (تمام شده)        | ۱              |
| ۳               | جام بین‌المللی قهرمانان           | –              |
| ۵               | جام باشگاه‌های فوتبال جهان        | –              |
| ۳۴              | مجموع                            | ۹              |
| ۱۰۴             | مجموع جام‌ها                      | ۳۵             |